# سیارک ۲۶۲۳۲
سیارک ۲۶۲۳۲ (به انگلیسی: 26232 Antink، نامگذاری:1998QW8)۲۶۲۳۲مین سیارک کشف شده‌است که در ۱۷ اوت ۱۹۹۸ کشف شد.